# Scott megye (Iowa)
Scott megye az Amerikai Egyesült Államokban, azon belül Iowa államban található. Megyeszékhelye Davenport. Lakosainak száma 174 669 fő (2020. április 1.). Scott megye Clinton, Muscatine, Cedar és Rock Island megyékkel határos.

## Népesség
A megye népessége az elmúlt években az alábbi módon változott:
| Lakosok száma | 165 762 | 166 995 | 168 676 | 170 385 | 172 126 | 174 669 |
|               | 2010    | 2011    | 2012    | 2013    | 2015    | 2020    |